# Mortensenenus paulay
Mortensenenus paulay is een bidsprinkhaankreeftensoort uit de familie van de Coronididae. De wetenschappelijke naam van de soort is voor het eerst geldig gepubliceerd in 2003 door Ahyong & Erdmann.